# Глибочок (притока Ушиці)
Глибо́чок — річка в Україні, в межах Хмельницького (витоки) та Кам'янець-Подільського районів Хмельницької області. Ліва притока Ушиці (басейн Дністра).

## Опис
Довжина 22 км. Площа водозбірного басейну 70,5 км². Долина у верхів'ях порівняно неглибока, нижче — вузька, глибока, V-подібна, з частково залісненими схилами. Є кілька ставків.

## Розташування
Глибочок бере початок на захід від села Майдан-Карачієвецький. Тече спершу на південь і (частково) південний схід, на південь від села Іванівки круто повертає, і далі тече на захід і (місцями) північний захід. Впадає до Ушиці навпроти села Миньківці. 
Над річкою розташовані села: Слобода, Новий Глібів, Іванівка і Глибочок.

## Притоки
- Рутка (ліва).